# Spilogona spininervis
Spilogona spininervis este o specie de muște din genul Spilogona, familia Muscidae. A fost descrisă pentru prima dată de Villeneuve în anul 1922. Conform Catalogue of Life specia Spilogona spininervis nu are subspecii cunoscute.